# Distretto di Nishon
Il distretto di Nishon è uno dei 13 distretti della Regione di Kashkadarya, in Uzbekistan. Il capoluogo è Yangi-Nishon.